# Insania
Insania, parfois appelé Insania Stockholm ou Insania (Stockholm),, est un groupe suédois de power metal, originaire de Stockholm. Il est formé en 1992 par Mikko Korsbäck et Henrik Juhano.

## Historique
Insania est formé en 1992 à Stockholm par le guitariste Juhano et le batteur Korsback avant d'alimenter plusieurs changements de formation. En 1996, le groupe signe au label local No Fashion Records auquel il publie ses deux premiers albums studio qui font partie d'un concept sous-titré Hymns of Stockholm. Leur premier album studio est intitulé World of Ice et publié en 1999. Il est suivi par un deuxième album studio, intitulé Sunrise in Riverland, en 2001. Cette même année, Henriksson quitte le groupe. 
En juin 2002, Insania entre aux studios Finnvox d'Helsinki, avec le producteur Mikko Karmila pour commencer leur troisième album. La même année, ils annulent leur tournée avec Vince Neil (ex-Mötley Crue). Au début de 2003, Insania se sépare de son claviériste Patrik Vastila. Entretemps, leur troisième album, Fantasy, est publié par No Fashion Records en Europe,. En 2004, le groupe se sépare de son label, et publie deux démos la même année. En 2007 sort l'album Agony - Gift of Life.

## Membres

### Membres actuels
- Tomas Stolt - basse (1992-1994, 1996-2010, depuis 2013)
- Ola Halén - chant (depuis 1992)
- Niklas Dahlin - guitare (1994-2001, depuis 2013)
- Dimitri Keiski - claviers, chœurs (2002-2010), basse (2010), chant (depuis 2013)
- Peter Östros - guitare solo (depuis 2003)

### Anciens membres
- Mikko Korsbäck - batterie
- Patrik Västilä - claviers (?-2002, 2010)
- Henrik Juhano - guitare (1992-2003, 2010)
- David Henriksson - chant (1997-2002)
- Johan Fahlberg - chant (2010)